# سیکو (ساز)

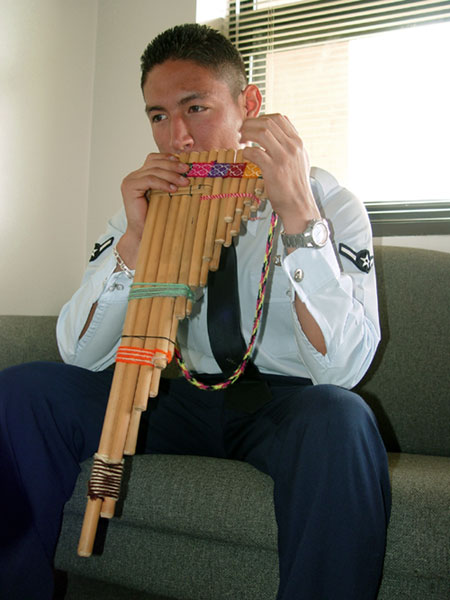
زامپونیا

سیکو یا زامپونیا یا سازدهنی سرخ‌پوستان نوعی فلوت و از سازهای محلی قوم اینکا در آمریکای جنوبی است.